# Caso Marey
El caso Marey es el nombre con que se conoce el proceso judicial por el secuestro en 1983 de Segundo Marey, una de las primeras víctimas de la guerra sucia del gobierno de España contra ETA llevada a cabo por los llamados Grupos Antiterroristas de Liberación (GAL).

## El secuestro de Segundo Marey
El 4 de diciembre de 1983, los mercenarios Mohand Talbi, Jean-Pierre Échalier, que habían sido contratados con fondos reservados del Ministerio del Interior de España, secuestraron a Segundo Marey en su domicilio de Hendaya, confundiéndole con el supuesto dirigente de ETA Mikel Lujua. Segundo Marey, nacido en 1932 y fallecido en 2001, no tenía relación con ETA, era un vendedor de mobiliario de oficinas de 51 años, hijo de un socialista exiliado en Francia en 1936.
En el momento del secuestro, tanto Marey como su esposa fueron rociados con gases lacrimógenos y golpeados. Marey fue trasladado en un automóvil hasta la localidad navarra de Dancharinea, donde esperaba un grupo de policías a las órdenes del subcomisario José Amedo. Estos policías lo llevaron hasta una cabaña de Matienzo (Cantabria), donde permaneció encerrado diez días, con la cabeza tapada con una capucha, hasta que fue liberado en territorio francés, a tres kilómetros del paso fronterizo de Dancharinea.
El objetivo de este secuestro era presionar a las autoridades francesas para que liberaran al inspector de policía Jesús Alfredo Gutiérrez Argüelles y a tres policías del Grupo Especial de Operaciones, que habían sido detenidos en Pau el 18 de octubre de 1983 cuando trataban de secuestrar al supuesto miembro de ETA José María Larretxea para intentar obtener datos sobre el paradero del capitán del ejército Alberto Martín Barrios, secuestrado a su vez por ETA y más tarde asesinado. Finalmente, el entonces inspector de policía de Bilbao Francisco Álvarez Sánchez consiguió la liberación de los cuatro detenidos con el compromiso de que estos acudirían ante la justicia francesa cuando fueran reclamados; cosa que no ocurrió, por lo que fueron condenados en rebeldía.
El secuestro de Segundo Marey fue reivindicado por los denominados Grupos Antiterroristas de Liberación (GAL), organización hasta entonces desconocida, en un comunicado redactado en francés que le fue encontrado en un bolsillo. Los GAL acusaban al gobierno de Francia de permitir la estancia de miembros de ETA en el País Vasco francés y amenazaban con responder a cada asesinato de los terroristas.

## Detención de los mercenarios
Apenas una hora después del secuestro de Segundo Marey fue detenido como sospechoso Pedro Sánchez, antiguo cabo de la Legión Extranjera Francesa. En octubre de 1984 fue detenido y encarcelado Mohand Talbi, acusado como Sánchez del secuestro. Talbi fue juzgado con Jean-Pierre Échalier en diciembre de 1987 y ambos fueron condenados a trece años de prisión. El jefe del comando, Pedro Sánchez, no fue juzgado al haber muerto de un cáncer de páncreas en la cárcel de Burdeos en diciembre de 1986, debido a que, según Talbi, fue envenenado. En marzo de 1989, la Audiencia de París rebajó a nueve años la condena impuesta a Talbi.

## Sentencia contra Amedo e investigación del caso Marey
En abril de 1987 los mercenarios José Paulo Figueiredo Fontes, Rogerio Carvalho da Silva, Mario Correia da Cunha y Antonio Jorge Ferreira Cisneros, que estaban siendo juzgados en Lisboa, aseguraron haber sido contratados por el subcomisario español José Amedo para atentar contra miembros de ETA en el sur de Francia. En enero de 1988 la Sala de lo Penal de la Audiencia Nacional de España encontró indicios delictivos en la actuación de Amedo; cuyos viajes a Portugal en 1986, en los que contrató a dichos mercenarios, tuvieron carácter oficial y fueron pagados con fondos reservados del Ministerio de Interior, según revelaron las investigaciones realizadas por el juez Baltasar Garzón. El 20 de septiembre de 1991 los policías José Amedo y Michel Domínguez fueron condenados a 108 años de cárcel por seis asesinatos frustrados en los que participaron como autores por inducción. En octubre de 1994 el juez Garzón reabrió la investigación del secuestro de Segundo Marey después de que Amedo y Domínguez implicasen a varios mandos policiales y altos cargos del Ministerio del Interior en las actividades de los GAL por las que habían sido condenados.

## Sentencia contra altos cargos del Ministerio de Interior
El 29 de julio de 1998, el Tribunal Supremo de España condenó al exministro de Interior José Barrionuevo, al ex director general de la Seguridad del Estado Rafael Vera y al exgobernador civil de Vizcaya Julián Sancristóbal a diez años de cárcel; a los ex comisarios de policía Francisco Álvarez Sánchez, Miguel Planchuelo y José Amedo, a nueve años y seis meses; al exsecretario general del PSOE de Vizcaya Ricardo García Damborenea, a siete años; a los expolicías Julio Hierro y Francisco Saiz Ojeda, a cinco años y seis meses; a los exagentes José Ramón Corujo y Luis Hens, a cinco años; y al expolicía Michel Domínguez, a dos años y cuatro meses. Igualmente fueron condenados al pago de una indemnización a Marey de 30 millones de pesetas.
Fueron sentenciados por la organización y financiación del secuestro de Segundo Marey, con el agravante de que, cuando supieron que no era un miembro de ETA, prolongaron su encierro amenazando con asesinarle si las autoridades francesas no ponían en libertad a los cuatro policías españoles que habían sido detenidos cuando intentaban secuestrar a un presunto miembro de ETA. La sentencia también confirmaba que tanto Barrionuevo como Vera impulsaron y financiaron las acciones de los GAL, siendo sus responsables de más alto nivel. Su ingreso en prisión no se produjo hasta septiembre y tan solo tres meses después Barrionuevo y Vera fueron excarcelados gracias a un indulto parcial del Gobierno de José María Aznar.
El 17 de marzo de 2001, el Tribunal Constitucional confirmó la sentencia del Tribunal Supremo y desestimó los recursos de amparo interpuestos. Del mismo modo, el Tribunal de Derechos Humanos de Estrasburgo dictaminó en enero de 2010 que la condena fue justa. La sentencia admitía que la instrucción del caso por parte del juez Baltasar Garzón no se realizó de forma imparcial, pero aseguraba que este problema fue corregido posteriormente por el Tribunal Supremo porque realizó una nueva instrucción del sumario, a cargo del juez Eduardo Móner.